# Peperomia flexicaulis
Peperomia flexicaulis är en pepparväxtart som beskrevs av Heinrich Wawra. Peperomia flexicaulis ingår i släktet peperomior, och familjen pepparväxter. Inga underarter finns listade i Catalogue of Life.